# Евристично-системна модель обробки інформації
Евристично-системна модель обробки інформації
Евристично-систематична модель обробки інформації (HSM) є широко визнаною моделлю Шеллі Чайкен, яка намагається пояснити, як люди отримують і обробляють переконливі повідомлення. Модель стверджує, що люди можуть обробляти повідомлення одним із двох способів: евристичним або систематичним. Тоді як систематична обробка передбачає ретельну та продуману обробку повідомлення, евристична обробка передбачає використання спрощених правил прийняття рішень або «евристик» для швидкої оцінки змісту повідомлення. Керівне переконання цієї моделі полягає в тому, що люди більш схильні мінімізувати використання когнітивних ресурсів (тобто покладатися на евристики), таким чином впливаючи на прийом і обробку повідомлень. HSM передбачає, що тип обробки впливатиме на те, якою мірою людина буде переконана або демонструватиме стійку зміну ставлення. HSM дуже схожий на модель правдоподібності розробки або ELM. Обидві моделі були переважно розроблені на початку та в середині 1980-х років і мають багато однакових концепцій та ідей.